# Баццарелли, Эридано
Эрида́но Баццаре́лли (итал. Eridano Bazzarelli, род. 10 декабря 1921, Милан, Италия — 8 апреля 2013, Тоскана, Италия) — итальянский переводчик, литературовед, русист.

## Биография
В десять лет начал брать уроки русского языка у Екатерины Карпенко, дочери белоэмигрантского генерала, впоследствии расстрелянной коммунистами за коллаборационизм с фашистами.
Во время Второй мировой войны был отправлен в концлагерь Маутхаузен-Гусен; всю жизнь признателен безымянному русскому узнику, отдавшему со своего плеча тулуп, благодаря которому выжил.
В 1947 году окончил филологический факультет в Милане, темой его дипломной работы по языкознанию была система окончаний в славянских языках, а научным руководителем выдающийся лингвист, специалист по индоевропеистике Витторе Пизани. Становится преемником известных славистов Этторе Ло Гатто  Архивная копия от 4 марта 2016 на Wayback Machine, Джованни Мавера it:Giovanni Maver  и Леоне Пачини  Архивная копия от 15 декабря 2013 на Wayback Machine. Начинает трудиться на поприще русского языка и литературы в качестве профессора, а затем и руководителя Кафедры языков и литератур Восточной Европы в Миланском Государственном университете и остаётся на этой должности на протяжении почти трёх десятилетий. Написал большое количество монографий, очерков и статей о русских поэтах (помимо перечисленных ниже, также о Данииле Андрееве). Воспитал целое поколение русистов, в числе которых Иоанна Спендель  Архивная копия от 13 мая 2014 на Wayback Machine, Эрика Кляйн,Надя Чигоньини  Архивная копия от 24 июня 2013 на Wayback Machine, Габриэлла Скьяффино , Эммануэлла Гверчетти  Архивная копия от 12 июля 2013 на Wayback Machine, Фаусто Мелковати  Архивная копия от 26 марта 2013 на Wayback Machine и др. Труды Э.Баццарелли продолжают переиздавать и распродавать в книжных магазинах.

## Награды и премии
- Золотая медаль «За вклад в развитие культуры и искусства» (2 июня 1980 года, Италия)[3].
- Медаль А. С. Пушкина (1981 год, Международная ассоциация преподавателей русского языка и литературы)[4].
- В 1990 году ему была вручена Премия Гринцане Кавур в области перевода.
- В 2000 г. ИМЛИ РАН Архивная копия от 4 марта 2016 на Wayback Machine присвоил Э. Баццарелли звание почётного профессора (гонорис кауза).

## Труды
Под редакцией Баццарелли вышли:
- Вся проза и драматургия Николая Гоголя, Mурсия, Милан, 1959
- Вся проза и драматургия Льва Толстого, Mурсия, Милан, 1960
- Все сочинения Фёдора Достоевского, Mурсия, Милан, 1962
- Вся произведения А. П. Чехова, Mурсия, Милан, 1963—1974
- «Москва, Ленинград, Одесса, Ялта», Mурсия, Милан, 1966
- «Антон Чехов», рассказы, Риццоли, Милан, 1985
- Лев Толстой, Первые рассказы, Mурсия, Милан,1985
- Чингиз Айтматов «Прощай, Гульсары», Mурсия, Милан,1988
- Александр Сергеевич Пушкин, Сочинения, Mондадори, Милан, 1990 (c Иоанной Спендель)
- Иван Тургенев, «Записки охотника», Риццоли, Милан, 1991
- Александр Сергеевич Пушкин, «Пиковая дама», Мондадори, Милан, 1990 (c Иоанной Спендель)
- Словарь Мировой Литературы (в VI т.), Федерико Мотта Издатель, Милан, 1998

### Очерки и эссе Баццарелли
- Поэзия Иннокентия Анненского, Mурсия, Милан, 1965
- Сто один шедевр славянских литератур, Бомпиани, Милан, 1967
- Aлександр Блок: гармония и хаос в его поэтическом мире, Mурсия, Милан, 1968
- Приглашение к прочтению Михаила Булгакова, Mурсия,Милан, 1976
- Приглашение к прочтению Александра Блока, Mурсия,Милан, 1986
- Итальянские труды о Н.Рерихе, Руббетино, 1993 (в соавторстве)

### Переводы
- Генрих Сенкевич «Quo vadis?», Мондадори, Милан, 1953
- Дудинцев В. Д. «Не хлебом единым», Аванти, Милан-Рим, 1957
- «Проблемы труда в СССР. Подшивка профсоюзной прессы», Фелтринелли, Милан, 1958 (c Джузеппе Лонго)
- Тютчев Ф. И. Стихи, Mурсия, Милан, 1959
- Пушкин А. С. «Евгений Онегин», Риццоли, Милан, 1960
- Толстой Л. Н. «Анна Каренина», Mурсия, Милан, 1960
- Толстой Л. Н. Рассказы и новеллы, 1852—1886, Mурсия, Милан, 1960
- Толстой Л. Н. «Воскресение» — Последние рассказы, 1889—1910, Mурсия, Милан, 1960
- Толстой Л. Н. Театр; Автобиографическая проза, Mурсия, Милан, 1960
- Чехов А. П. Избранные сочинения, Mурсия, Милан, 1962 (предисловие и примечания)
- Чехов А. П. Все пьесы, Mурсия, Милан, 1962 (и предисловие)
- Чехов А. П. «Трагическая охота», Mурсия, Милан, 1963 (и предисловие)
- Достоевский Ф. М. «Преступление и наказание», Mурсия, Милан, 1963 (и предисловия)
- Чехов А. П. Первые рассказы (1880—1885), Mурсия, Милан, 1969 (предисловие и примечания)
- Чехов А. П. Рассказы и новеллы (1888—1903), Mурсия, Милан, 1963 (предисловие и примечание)
- Достоевский Ф. М. «Братья Карамазовы» , УТЕТ, Турин, 1969 (предисловие и примечания)
- Лотман Юрий «Структура поэтического текста», Мурсия, Милан, 1972 (предисловие и примечания)
- Булгаков М. А. «Записки на манжетах», Изд. Риунити, Рим, 1974 (предисловие и примечания)
- Толстой Л. Н. «Война и мир», Эпидем, Новара, 1974
- Гоголь Н. В. «Шинель», Риццоли, Милан, 1980
- Ахматова А. А. «Розы Модильяни», Ил Саджаторе, Милан, 1982 (с Анной Марией Карпи it:Anna Maria Carpi ; предисловие и примечания)
- Виноградов В. В. «Стилистика и поэтика», Мурсия, Милан, 1972; (предисловие и примечания)
- Блок А. «Невеста сирени. Письма Любе» , Изд. Риунити,Рим, 1981
- Лермонтов М. Ю. «Демон», Риццоли, Милан, 1990
- «Слово о полку Игореве», Риццоли, Милан, 1991
- А.Адамович, Д.Гранин «Блокадная книга. Ленинград 1941—1943», Мурсия, Милан , 1992
- Толстой Л. Н. «Кавказский пленник. Три смерти», Риццоли, Милан, 1995
- Блок А. «Двенадцать. Скифы. Родина», Риццоли, Милан, 1998
- Сергей Есенин Стихи и поэмы, Риццоли, Милан, 2000 (в сотрудничестве с Хлодовским Р. И. и Сосницкой М. С., см. С. 527; предисловие и примечания)
- Афанасьев А. Н. Русские сказки, Риццоли, Милан, (с Э. Гверчетти и Э. Кляйн), 2000